# Верхньоаршинський
Верхньоарши́нський (рос. Верхнеаршинский, башк. Үрге Арша) — село (колишнє селище) у складі Бєлорєцького району Башкортостану, Росія. Входить до складу Ніколаєвської сільської ради.
До 17 грудня 2004 року село було центром та єдиним населеним пунктом ліквідованої Верхньоаршинської сільради.
Населення — 119 осіб (2010; 167 в 2002).
Національний склад:
- росіяни — 58%
- башкири — 30%